# Турски Кюрдистан
Турски Кюрдистан (на кюрдски: Bakurê Kurdistanê, или Северен Кюрдистан; на турски: Türkiye Kürdistanı) е етно-географска област в югоизточна Турция, населена предимно с кюрди. Тя е една от четирите съставни части на Кюрдистан, който включва също части от северна Сирия (Роджава или Западен Кюрдистан), северен Ирак (Южен Кюрдистан) и северозападен Иран (Източен Кюрдистан).
Оценки на „CBSR 33“ през 1998 г. посочват че Турски Кюрдистан обхваща площ от 210 000 км2, с общо население от около 13 150 000 души.

## География
Според Енциклопедия Британика, землището в което кюрдите представляват мнозинство обхваща 13 вилаета, това са: Агръ, Адъяман, Бингьол, Битлис, Ван, Диарбекир, Мардин, Муш, Сиирт, Тунджели, Хаккяри, Шанлъурфа и Ъгдър.
До 1987 г. в Енциклопедията на исляма се твърди, че Турски Кюрдистан обхваща най-малко 17 вилаета, това са: Агръ, Адъяман, Бингьол, Битлис, Ван, Диарбекир, Елязъг, Ерзинджан, Ерзурум, Карс, Малатия, Мардин, Муш, Сиирт, Тунджели, Хаккяри и Шанлъурфа. През същата година към областта са добавени вилаетите – Ардахан, Батман, Шърнак и Ъгдър.

## История
След разпадането на Османската империя (чийто наследник е Турция) многобройното кюрдско население остава без държава. През 1923 г. е подписан Лозанският мирен договор, който отменя плановете на Севърския мирен договор за самостоятелна кюрдска държава.
През 1978 г. в Турция е създадена Работническата партия на Кюрдистан (PKK), чиято крайна цел е създаването на независима кюрдска държава на обитаваните от кюрдите територии. След като мирните ѝ инициативи завършват с неуспех, през 1984 г. ПКК започва въоръжена борба срещу турското правителство.

## Население
Числеността на населението, по оценки на TÜİK към 31 декември 2019 г. (от общо 83 154 997 души):
- в 13-те вилаета, в които кюрдите са мнозинство според Енциклопедия Британика – 6 826 661 души
- в 17-те вилаета, в които кюрдите са мнозинство до 1987 г., според Енциклопедията на исляма – 9 500 143 души
- в 21-те вилаета, 4 от които са добавени по-късно през 1987 г. в Енциклопедията на исляма – 10 837 859 души